# Vorm Baum
Vorm Baum ist eine Ortschaft in Radevormwald im Oberbergischen Kreis im nordrhein-westfälischen Regierungsbezirk Köln in Deutschland.

## Lage und Beschreibung

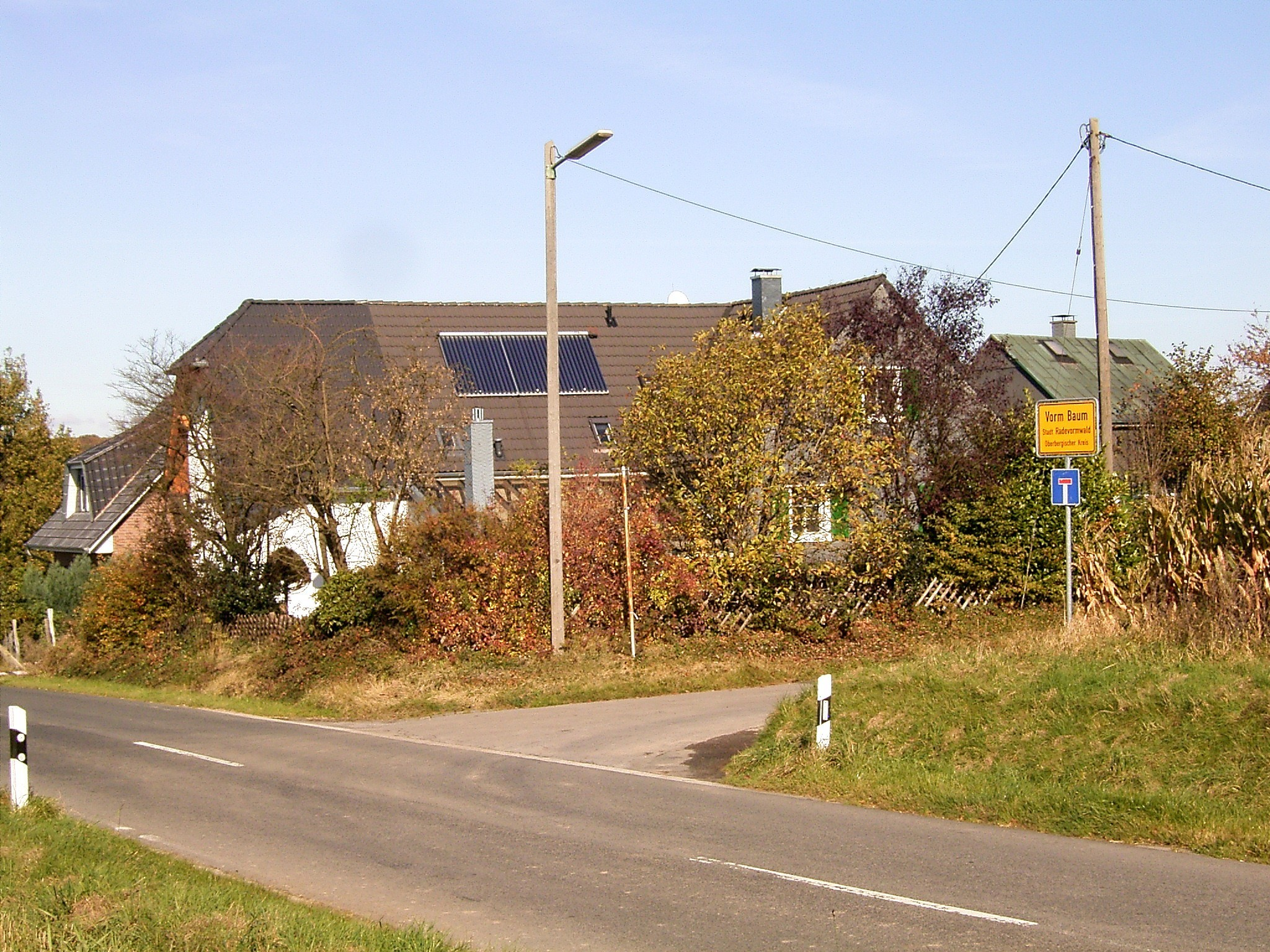
Ein Hof in der Ortschaft Vorm Baum

Vorm Baum liegt im Norden von Radevormwald nahe der Grenze des Stadtgebietes von Ennepetal an der Kreisstraße 8. Die Nachbarorte sind Pastoratshof, Griesensiepen, und Saalberg.
Im Norden des Ortes entspringt der Griesensiepen, welcher in den Spreeler Bach mündet.
Politisch im Stadtrat von Radevormwald vertreten wird der Ort durch den Direktkandidaten des Wahlbezirks 170.
Der bekannteste Bewohner des Ortes war der expressionistische Maler Paul Wellershaus (1887–1976), dessen Geburtsort im 3 km entfernten Feckinghausen lag. Thematischer Schwerpunkt seines Schaffens waren Landschaften und Stadtansichten seiner bergischen Heimat.

## Geschichte
1537 wird in „Kirchenrechnungen“ der reformierten Gemeinde Radevormwald der Ort erstmals unter der Bezeichnung „vur dem Bome“ genannt.
Der am nördlichen Ortsrand vorbeiführende Teilabschnitt der Bergischen Landwehr, welcher von Wuppertal-Elberfeld bis nach Marienheide-Krommenohl reichte, sicherte das Bergische Territorium vor Einfällen aus dem Märkischen. Der Heimatforscher Gerd Helbeck datiert die Entstehung dieser Landwehr auf das frühe 14. Jahrhundert. Der Name Vorm Baum leitet sich von einem Schlagbaum in der Landwehr her, der sich an dem Durchgang einer mittelalterlichen Altstraße (die heutige Kreisstraße) befunden hat.
1815/16 besaß der Ort 85 Einwohner. 1832 gehörte der Ort zum Kirchspiel Remlingrade des ländlichen Außenbezirks der Bürgermeisterei Radevormwald. Der laut der Statistik und Topographie des Regierungsbezirks Düsseldorf als Dorfschaft kategorisierte Ort besaß zu dieser Zeit elf Wohnhäuser und zwei landwirtschaftliche Gebäude. Zu dieser Zeit lebten 61 Einwohner im Ort, alle evangelischen Glaubens. 1888 sind in dem Gemeindelexikon der Rheinprovinz zwölf Wohnhäuser mit 100 Einwohnern verzeichnet.